# デヴィッド・ケンパー
デヴィッド・ケンパー（David Kemper、1948年 - ）は、アメリカ合衆国のロック・ミュージシャン。ドラマー。

## 来歴
イリノイ州シカゴの出身。7歳の時に地元の学校のオーケストラで打楽器を担当。思春期をユタ州オグデンで過ごし、ザ・グービーズというバンドを結成。19歳の時には、アメリカ陸軍から徴兵の通知を受けたが、徴兵検査場での振る舞いによって帰宅を命じられた。それからロサンゼルスのABC・レコーディング・スタジオのエンジニアのハワード・ゲイルに招かれて、ロサンゼルスに赴き、セッション活動を開始。2010年までに、合計で300作以上のアルバムの制作に参加した。
1975年春、エンジニアのエリック・プレスティッジに打診され、5月にブリュッセルとロサンゼルスで、プレスティッジがエンジニアリングを担当したフォーカスの新作アルバムの制作に参加した。その後、フォーカスから離脱したが、翌1976年、新メンバーにジャズ・ギタリストのフィリップ・カテリーンを迎えた彼等から再び招聘され、34日間のツアーに参加した。
1983年7月にジェリー・ガルシア・バンドに加入して、1994年1月までの約11年間、活動。
1996年、ボブ・ディランの「ネヴァー・エンディング・ツアー」に招聘された。2002年に袂を分かつまで、彼の2作のスタジオ・アルバムの制作と数多くのライブ活動に携わった。

## ディスコグラフィ
以下、膨大な数の参加作品のごく一部を記す。

### フォーカス
スタジオ・アルバム
- 『マザー・フォーカス』 – Mother Focus (1975年)

ライブ・アルバム
- Live at the BBC (2004年)

編集アルバム
- Hocus Pocus: The Best of Focus (1975年）
- 『シップ・オブ・メモリーズ-美の魔術-』 – Ship of Memories (1976年)
- Hocus Pocus Box (2017年)
- Focus 50 Years Anthology 1970-1976 (2020年)

### ジェリー・ガルシア・バンド
- Jerry Garcia Band (1991年)
- How Sweet It Is (1997年)
- Shining Star (2001年)
- Pure Jerry: Lunt-Fontanne, New York City, October 31, 1987 (2004年)
- Pure Jerry: Lunt-Fontanne, New York City, The Best of the Rest, October 15–30, 1987 (2004年)
- Pure Jerry: Merriweather Post Pavilion, September 1 & 2, 1989 (2005年)
- Pure Jerry: Coliseum, Hampton, VA, November 9, 1991 (2006年)
- Garcia Live Volume Two (2013年)
- Fall 1989: The Long Island Sound (2013年)
- On Broadway: Act One – October 28th, 1987 (2015年)
- Live Volume Eight (2017年)
- Garcia Live Volume 10 (2018年)
- Electric on the Eel (2019年)
- Garcia Live Volume 11 (2019年)
- Garcia Live Volume 13 (2020年)
- Garcia Live Volume 16 (2021年)
- Garcia Live Volume 19 (2022年)

### ボブ・ディラン
- 『タイム・アウト・オブ・マインド』 – Time Out of Mind (1997年)
- 『ラヴ・アンド・セフト』 – Love and Theft (2001年)